# Liste der Monuments historiques in Heuilley-le-Grand
Die Liste der Monuments historiques in Heuilley-le-Grand führt die Monuments historiques in der französischen Gemeinde Heuilley-le-Grand auf.

## Liste der Immobilien
| Bezeichnung    | Beschreibung           | Standort                | Kennzeichnung | Schutzstatus | Datum | Bild |
| -------------- | ---------------------- | ----------------------- | ------------- | ------------ | ----- | ---- |
| Friedhofskreuz | Stein, bezeichnet 1526 | Rue de la Mairie (Lage) | PA00079071    | Classé       | 1909  |      |

## Liste der Objekte
| Bezeichnung               | Beschreibung           | Standort                     | Kennzeichnung | Schutzstatus | Datum | Bild |
| ------------------------- | ---------------------- | ---------------------------- | ------------- | ------------ | ----- | ---- |
| Skulptur Madonna mit Kind | Stein, 15. Jahrhundert | in der Kirche St-Remi (Lage) | PM52000531    | Classé       | 1904  |      |